# 페토르카현
페토르카현(스페인어: Provincia de Petorca)은 칠레 발파라이소 주를 구성하는 8개의 현 가운데 하나로 현도는 라리과이며 면적은 4,588.9km2, 인구는 72,286명(2012년 기준), 인구 밀도는 16명/km2이다.